# AMP (鹿児島讀賣テレビ)
『AMP』（アンプ）は、鹿児島読売テレビで放送されていた音楽番組。
2024年3月25日に番組終了。23年間の長きにわたって放送された。
当局の自社制作番組の中では『夢いろあっとねっと』（2001年10月スタート。2011年7月から『ユメイロ@ネット』に改題。2024年3月終了）と並ぶ長寿番組であり『かごピタ』（2014年10月 - 2024年3月。2024年4月以降は『ユメイロ@ネット』と統合する形で『かごピタFAMILIAR』）が始まるまでは、当局の自社制作番組の中では最も長時間放送されていた。

## 概要
この番組は、毎週10組ほどのミュージシャンと彼らの楽曲を紹介していた。また、ライブチケットの先行予約受付も行っていた。公式サイトには曲リクエスト用のフォームを設置しており、Twitterでもリクエストを受け付けていた。
番組タイトルの "AMP" は、タイトルロゴに副題として添えられている "air music packer" 各単語の頭文字から取ったものである。番組表上ではこの副題は無く、また、全て大文字で表記されているが、実際のタイトルロゴは副題も含めて全て小文字で表記されていた。

## 放送時間
いずれもJST。
- 金曜 26:10 - 27:05 （2001年頃）
- 月曜 24:40 - 25:40 （期間不明）
- 月曜 24:56 - 25:56 （不明 - 2007年9月）
- 月曜 24:59 - 25:59 （2007年10月 - 2010年3月） - 22:54枠の『NEWS ZERO』が3分拡大した影響で、以後は3分繰り下げて放送。
- 月曜 24:29 - 25:29 （2010年4月 - 2012年3月） - 24:29枠の『歌スタ!!』が終了したのに伴い、以後は30分繰り上げて放送。
- 月曜 24:59 - 25:59 （2012年4月 - 2024年3月） - 『月曜から夜ふかし』の放送開始に伴い、以後は30分繰り下げて放送。

## 出演者
出演者は「AMP・VJ」を自称し、KYTアナウンサーは片仮名で表記された名前で出演しており、番組表等の表記も全て片仮名の名前で表記されていた。番組末期には、鹿児島で活躍するローカルアイドルグループSeven Colorsの鍛冶屋佳奈枝がVJを務めた。

### 最終回までの出演者
- Seven Colors（鍛冶屋佳奈枝）

### 過去の出演者
- 長島崇彦（当時KYTアナウンサー）
- 内田直之（KYTアナウンサー）
- 高橋友希（当時KYTアナウンサー）
- 波佐間崇晃（当時KYTアナウンサー） - 2009年3月まで出演。
- 清夏（SAYAKA名義） - 2009年3月まで出演。
- 黒川恵美（クロカワエミ名義） - 2009年4月から2012年3月まで出演。
- 柳佐知（SACHI名義） - 2009年4月から2012年3月まで出演。
- 前畑静香（マエハタシズカ名義、KYTアナウンサー） - 2009年4月から2013年5月まで出演。
- 笠井美穂（カサイミホ名義、当時KYTアナウンサー） - 2012年4月から2013年3月まで出演。
- 上妻寿美（コウヅマトシミ名義） - 2012年5月から2014年9月まで出演。
- 橋口秀一（KYTアナウンサー)(ハシグチシュ-イチ名義) - 2017年4月から2018年3月まで出演。
- 熊木創平  (KYTアナウンサー)(クマキソーヘイ名義)
- 園田貴央（KYTアナウンサー)(ソノダキオ名義)
- 宮田玲奈（KYTアナウンサー)(ミヤタレイナ名義)

## 主な放送内容
- ミュージシャン紹介
- ライブチケット先行予約